# Hiroaki Morino
Pour les articles homonymes, voir Morino (homonymie).
 (août 2013).
Hiroaki Morino Tamei est un céramiste japonais de Kyoto, né en 1934. Son père, Morino Kako (1879-1987), était également potier. Dans les années 1960, il a enseigné la poterie à l'université de Chicago. Ses œuvres ont été exposées au Herbert F. Johnson Museum of Art à l'université Cornell, à New York, et dans son Japon natal.

## Source de la traduction
- (en) Cet article est partiellement ou en totalité issu de l’article de Wikipédia en anglais intitulé « Hiroaki Morino » (voir la liste des auteurs).